# Boreochlus thienemanni
Boreochlus thienemanni är en tvåvingeart som beskrevs av Edwards 1938. Boreochlus thienemanni ingår i släktet Boreochlus och familjen fjädermyggor. Arten är reproducerande i Sverige. Inga underarter finns listade i Catalogue of Life.